# San Saturno

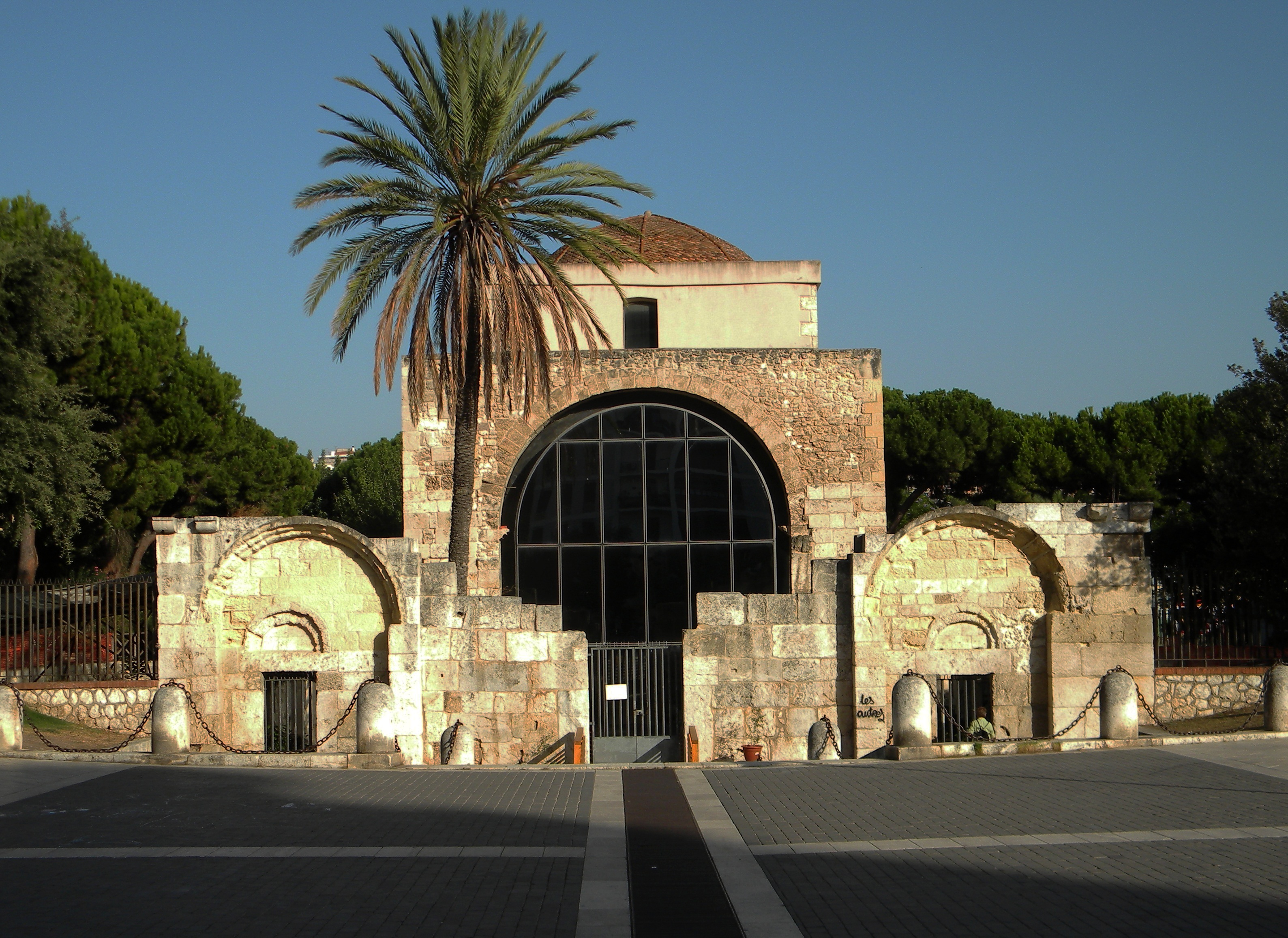
San Saturno

Die im 5. Jahrhundert begonnene Basilika San Saturno entstand im römischen Carales, dem heutigen Cagliari. Der Baurest des einstigen Kreuzkuppelbaus gehört zu den ältesten Kirchenruinen im mediterranen Raum und war Vorbild für die (erhaltenen) byzantinischen Kirchen auf Sardinien.
Der noch erhaltene Ostflügel des einstigen Zentralbaus steht auf der Piazza San Cosima in Cagliaris Stadtteil Villanova. Die Fertigstellung der Kirche erfolgte erst Ende des 10. Jahrhunderts, da der Bau um 455 n. Chr. durch die Eroberung der Vandalen unterbrochen wurde. Die Spanier zerstörten im 17. Jahrhundert die zerfallende Bausubstanz, indem sie den größten Teil der Steine für den Neubau der Kathedrale abtrugen. Ein alliierter Bombentreffer besorgte 1943 den Rest.